# Stadionul Alfredo Di Stéfano
Estadio Alfredo di Stéfano este un stadion multimedia din Madrid, Spania. În prezent el este utilizat pentru meciuri de fotbal, și este stadionul de casă al Real Madrid Castilla, echipa a doua a lui Real Madrid. Stadionul are o capacitate de 6.000 de spectatori, și a fost denumit în cinstea fostului fotbalist al lui Real, Alfredo di Stéfano.
Stadionul face parte din complexul Ciudad Real Madrid. Meciul inaugural a fost jucat între Real Madrid și Stade de Reims, meci câștigat de Real cu 6-1 prin golurile lui Sergio Ramos, Antonio Cassano (2), Roberto Soldado (2), și José Manuel Jurado.